# Lista över rollfigurer i OC

## Huvudfigurer
| Namn                   | Skådespelare                       | Huvudroll  | Återkommande roll | Antal avsnitt |
| ---------------------- | ---------------------------------- | ---------- | ----------------- | ------------- |
| Ryan Atwood            | Benjamin McKenzie                  | 1, 2, 3, 4 | —                 | 92            |
| Kirsten Cohen          | Kelly Rowan                        | 1, 2, 3, 4 | —                 | 92            |
| Sandford "Sandy" Cohen | Peter Gallagher                    | 1, 2, 3, 4 | —                 | 92            |
| Seth Cohen             | Adam Brody                         | 1, 2, 3, 4 | —                 | 92            |
| James "Jimmy" Cooper   | Tate Donovan                       | 1, 2       | 3                 | 36            |
| Julie Cooper           | Melinda Clarke                     | 1, 2, 3, 4 | —                 | 88            |
| Kaitlin Cooper         | (Shailene Woodley) & Willa Holland | 4          | (1, 3)            | 28            |
| Marissa Cooper         | Mischa Barton                      | 1, 2, 3    | —                 | 76            |
| Caleb Nichol           | Alan Dale                          | 2          | 1                 | 35            |
| Summer Roberts         | Rachel Bilson                      | 1, 2, 3, 4 | —                 | 92            |
| Taylor Townsend        | Autumn Reeser                      | 4          | 3                 | 31            |
| Luke Ward              | Chris Carmack                      | 1          | 2                 | 22            |

## Återkommande figurer
| Namn                     | Skådespelare                    | Säsonger   | Avsnitt | Antal avsnitt |
| ------------------------ | ------------------------------- | ---------- | --- | ------------- |
| Dawn Atwood              | Daphne Ashbrook                 | 1, 3       | 1.01, 1.03, 3.17, 3.21, 3.25                                                                                     | 5             |
| Frank Atwood             | Kevin Sorbo                     | 4          | 4.08, 4.09, 4.12, 4.13, 4.14, 4.15, 4.16                                                                         | 7             |
| Trey Atwood              | Bradley Stryker                 | 1          | 1.01, 1.11 | 2             |
| Trey Atwood              | Logan Marshall Green            | 2, 3       | 2.17, 2.18, 2.19, 2.20, 2.21, 2.22, 2.23, 2.24, 3.01                                                             | 9             |
| Taryn Baker              | Kimberly Oja                    | 1, 2, 3, 4 | 1.03, 1.05, 1.12, 1.14, 2.18, 3.14, 3.24, 4.01, 4.04                                                             | 10            |
| Lance Baldwin            | Johnny Messner                  | 2          | 2.15, 2.16, 2.17, 2.19, 2.20                                                                                     | 5             |
| Rebecca Bloom            | Kim Delaney                     | 2          | 2.10, 2.11, 2.12, 2.13, 2.14                                                                                     | 5             |
| Carter Buckley           | Billy Campbell                  | 2          | 2.15, 2.16, 2.17, 2.18, 2.19, 2.20, 2.21                                                                         | 7             |
| Gordon Bullit            | Gary Grubbs                     | 4          | 4.05, 4.06, 4.08, 4.12, 4.13, 4.16                                                                               | 6             |
| Spencer Bullit           | Brandon Quinn                   | 4          | 4.05, 4.06, 4.08, 4.10, 4.11, 4.16                                                                               | 6             |
| Sadie Campbell           | Nikki Reed                      | 3          | 3.15, 3.16, 3.17, 3.18, 3.19, 3.20                                                                               | 6             |
| Reed Carlson             | Marguerite Moreau               | 2          | 2.19, 2.20, 2.22, 2.24                                                                                           | 4             |
| Dennis "Chili" Childress | Johnny Lewis                    | 3          | 3.04, 3.05, 3.06, 3.07, 3.08, 3.11, 3.12, 3.14, 3.15                                                             | 9             |
| Sophie Cohen             | Linda Lavin                     | 1, 2       | 1.23, 2.21 | 2             |
| Winchester "Che" Cook    | Chris Pratt                     | 4          | 4.01, 4.02, 4.04, 4.05, 4.06, 4.07, 4.10, 4.11, 4.12                                                             | 9             |
| Theresa Diaz             | Navi Rawat                      | 1, 2, 3    | 1.11, 1.19, 1.20, 1.21, 1.23, 1.25, 1.26, 1.27, 2.01, 2.23, 3.22, 3.23, 3.24                                     | 13            |
| Holly Fischer            | Ashley Hartman                  | 1, 4       | 1.01, 1.02, 1.04, 1.05, 1.07, 1.09, 4.07, 4.10, 4.14                                                             | 10            |
| Lindsay Gardner          | Shannon Lucio                   | 2          | 2.03, 2.04, 2.05, 2.06, 2.07, 2.08, 2.09, 2.10, 2.11, 2.12, 2.13, 2.14                                           | 12            |
| Henry Griffin            | Shaun Duke                      | 3          | 3.18, 3.19, 3.20, 3.21                                                                                           | 4             |
| Johnny Harper            | Ryan Donowho                    | 3          | 3.04, 3.05, 3.06, 3.07, 3.08, 3.09, 3.10, 3.11, 3.12, 3.13, 3.14                                                 | 11            |
| Jack Hess                | Eric Mabius                     | 3          | 3.02, 3.03, 3.04, 3.05                                                                                           | 4             |
| Rachel Hoffman           | Bonnie Somerville               | 1          | 1.07, 1.08, 1.09, 1.10, 1.11                                                                                     | 5             |
| Alex Kelly               | Olivia Wilde                    | 2          | 2.03, 2.04, 2.05, 2.07, 2.08, 2.09, 2.10, 2.11, 2.12, 2.13, 2.14, 2.15, 2.16                                     | 13            |
| Charlotte Morgan         | Jeri Ryan                       | 3          | 3.01, 3.02, 3.03, 3.04, 3.05, 3.06, 3.07                                                                         | 7             |
| Hailey Nichol            | Amanda Righetti                 | 1, 2       | 1.14, 1.15, 1.16, 1.19, 1.22, 1.23, 1.24, 1.25, 1.26, 1.27, 2.02, 2.24                                           | 12            |
| Matt Ramsey              | Jeff Hephner                    | 3          | 3.06, 3.07, 3.08, 3.11, 3.13, 3.14, 3.15, 3.16, 3.17, 3.18, 3.19, 3.20, 3.21                                     | 13            |
| Dr. Neil Roberts         | Michael Nouri                   | 1, 2, 3, 4 | 1.25, 2.03, 3.10, 3.11, 3.12, 3.13, 3.14, 3.15, 3.16, 3.17, 3.19, 3.20, 3.22, 3.23, 3.24, 3.25, 4.01, 4.03, 4.10 | 19            |
| Jess Sathers             | Nikki Griffin                   | 2, 3       | 2.19, 2.20, 2.21, 2.22, 2.23, 2.24, 3.18                                                                         | 7             |
| Anna Stern               | Samaire Armstrong               | 1, 3       | 1.04, 1.09, 1.10, 1.11, 1.12, 1.13, 1.14, 1.15, 1.16, 1.17, 1.18, 1.20, 1.21, 3.22, 3.23                         | 15            |
| Zach Stevens             | Michael Cassidy                 | 2          | 2.02, 2.03, 2.04, 2.05, 2.07, 2.08, 2.09, 2.10, 2.11, 2.12, 2.13, 2.14, 2.17, 2.18, 2.19, 2.20, 2.22, 2.23, 2.24 | 19            |
| Veronica Townsend        | Paula Trickey                   | 3, 4       | 3.06, 3.07, 3.11, 3.12, 3.25, 4.01, 4.03, 4.07, 4.15                                                             | 9             |
| Oliver Trask             | Taylor Handley                  | 1          | 1.13, 1.14, 1.15, 1.16, 1.17, 1.18                                                                               | 6             |
| Kevin Volchok            | Cam Gigandet                    | 3, 4       | 3.06, 3.07, 3.15, 3.16, 3.17, 3.18, 3.19, 3.20, 3.21, 3.22, 3.23, 3.24, 3.25, 4.02, 4.03                         | 15            |
| Brad Ward                | (Austin Dolan &) Wayne Dalglish | (1), 4     | 1.12, 4.01, 4.02, 4.04, 4.05, 4.06, 4.07, 4.09, 4.10, 4.12, 4.13                                                 | 11            |
| Carson Ward              | Brian McNamara                  | 1, 2       | 1.12, 1.24, 2.01                                                                                                 | 3             |
| Eric Ward                | (Shane Haboucha &) Corey Price  | (1), 4     | 1.12, 4.01, 4.02, 4.04, 4.05, 4.06, 4.07, 4.09, 4.10, 4.12, 4.13                                                 | 11            |
| Renee Wheeler            | Kathleen York                   | 2          | 2.04, 2.05, 2.06, 2.13, 2.14                                                                                     | 5             |
| D.J.                     | Nicholas Gonzalez               | 2          | 2.01, 2.02, 2.04, 2.05, 2.07, 2.08                                                                               | 6             |
| Casey                    | Kayla Ewell                     | 3          | 3.04, 3.05, 3.06                                                                                                 | 3             |
| Cindy                    | Holly Fields                    | 1          | 1.25, 1.27 | 2             |
| Heather                  | Erin Foster                     | 3, 4       | 3.04, 3.07, 3.21, 3.25, 4.03                                                                                     | 5             |
| Dr. Kim                  | Rosalind Chao                   | 1, 3       | 1.08, 1.09, 1.17, 3.02, 3.11, 3.25                                                                               | 6             |

## Övriga rollfigurer
Dessa rollfigurer medverkar endast i ett par enstaka avsnitt. 
Säsong 1

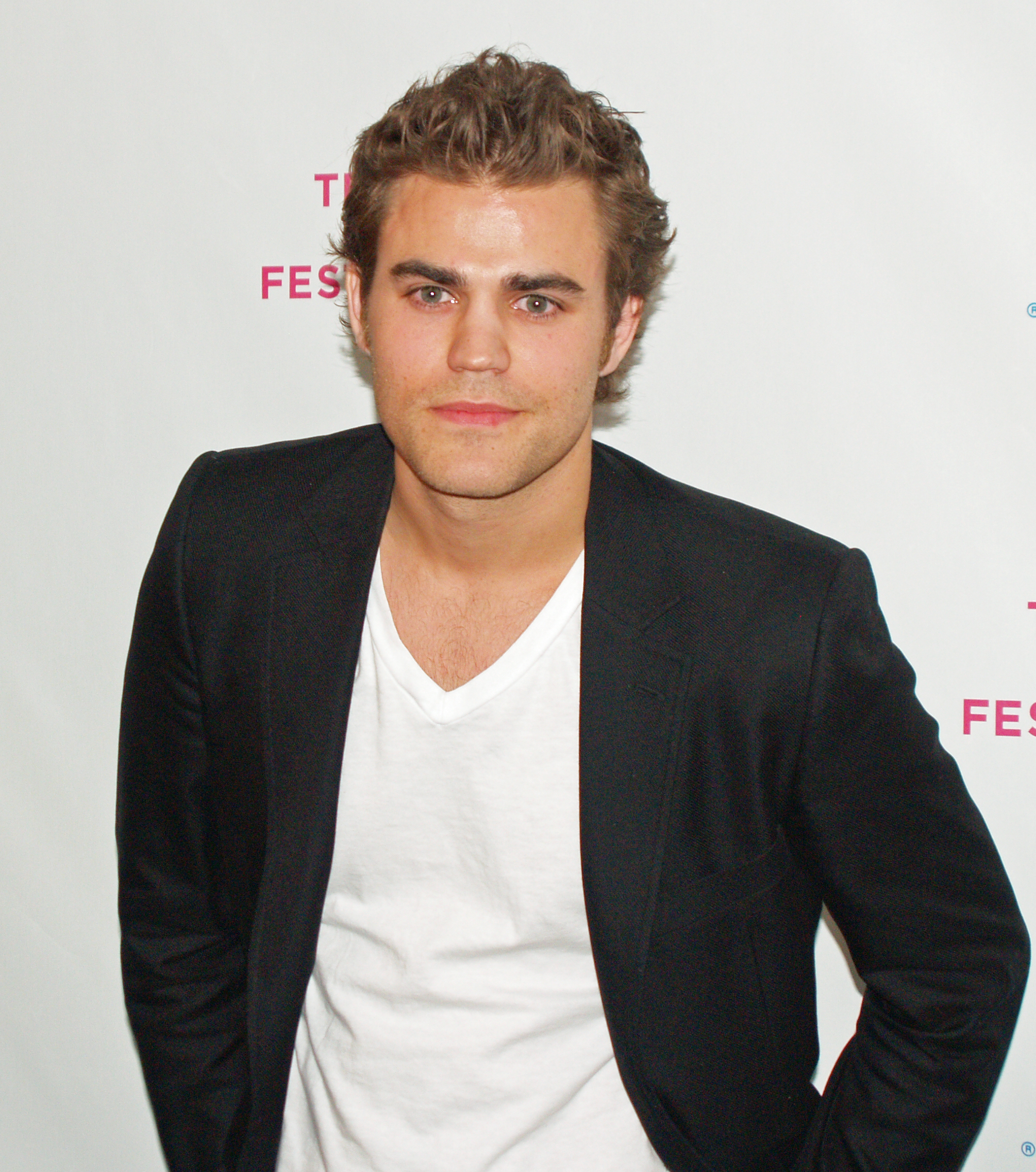
Paul Wesley spelade Donnie

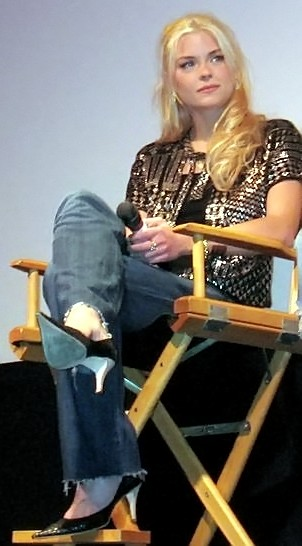
Jamie King spelade Mary-Sue

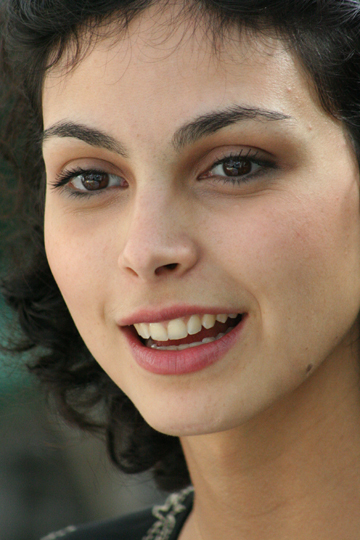
Morena Baccarin spelade Maya Griffin

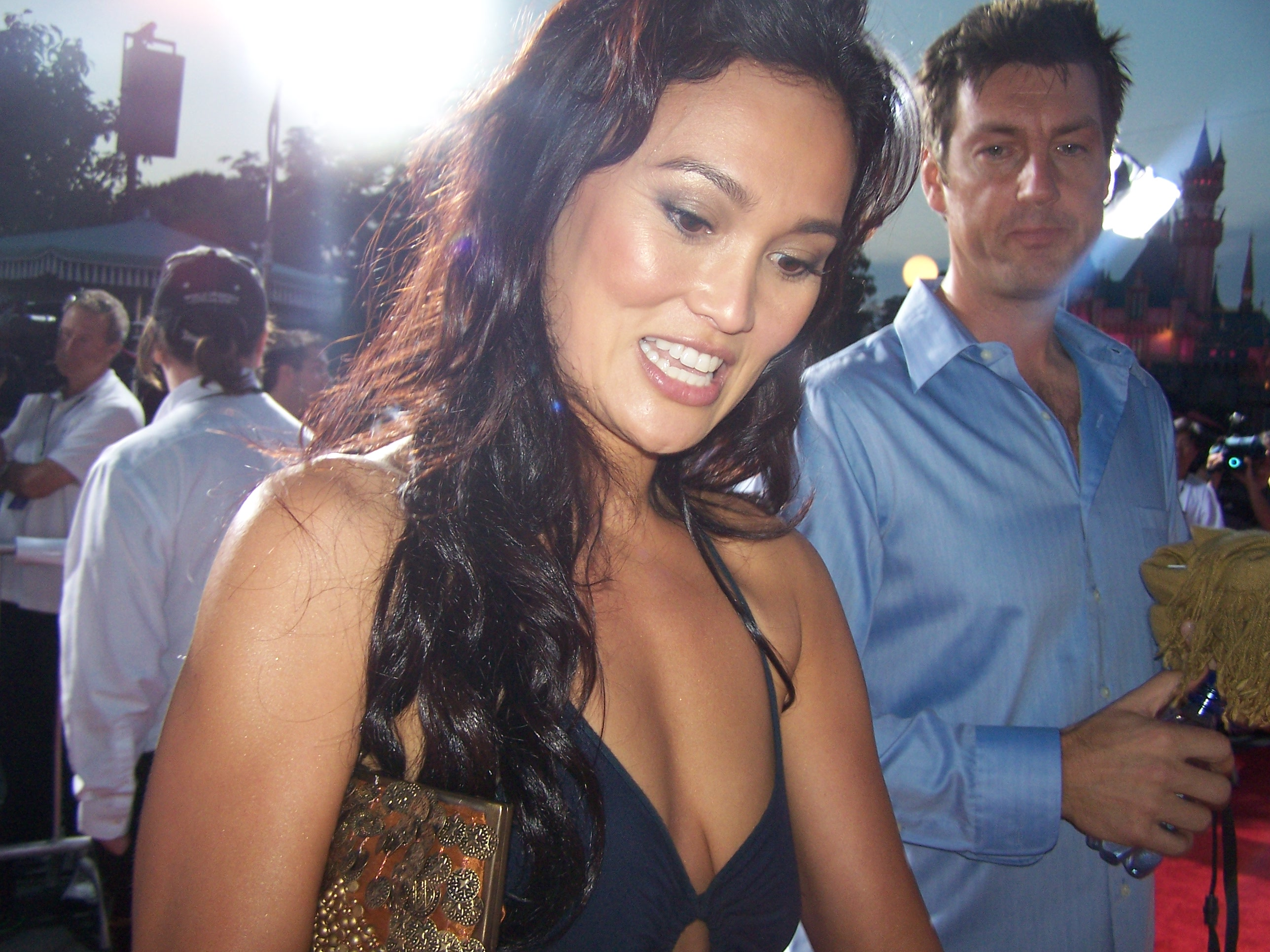
Tia Carrere spelade Dean Torres

- Eric Balfour som Eddie, Theresas fästman, (1.20, 1.21, 1.23).
- Christopher Cousins som Greg Fischer, (1.04), far till Holly. Han slog Jimmy vid balen när han avslöja att han förlorat hans pengar.
- Adam Grimes som Nordlund, (1.02, 1.03, 1.04), vän med Luke. Hjälper Luke att slå Ryan. Antagligen seriens skönaste karaktär. Känd för att bli "so faded he can't feel his legs".
- Colin Hanks som Grady Bridges, (1.22), stjärnan i den påhittade såpan The Valley.
- Bret Harrison som Danny, (1.17). Kortvarig pojkvän till Summer.
- Paris Hilton som Kate, (1.22). Nattklubbsgäst.
- Nichole Hiltz som Gabrielle, (1.06), Calebs 23 år gamla flickvän, före detta modell.
- Jem som sig själv, (1.27). Sjunger på Calebs och Julies bröllop.
- Josh Kloss som Chip Saunders, (1.02, 1.03, 1.10), vän till Luke. Hjälper Luke att slå Ryan.
- Kate Rodger som Meredith Ward, (1.12), fru till Carson och mor till Luke, Eric och Brad.
- Paul Wesley som Donnie, (1.05). Jobbar på The Crab Shack och är vän till Ryan. Följer med Seth till Hollys party och skjuter Luke i armen.
- Ruth Williamson som Peggy, (1.01, 1.03). Är värd för modeshowen och balen.

Säsong 2
- Bruno Amato som Archie (2.01, 2.02)
- Michelle Hurd som Ms. Fisher (2.02)
- Perry Anzilotti som Mr. Greenburg (2.03)
- Gregory Itzin som Stephen Herbert (2.04)
- Jordan Baker som Elaine Stevens (2.08, 2.14, 2.17). Mor till Zach och Abigail.
- Devin Sidell som Abigail Stevens (2.08, 2.14). Zachs syster som gifter sig i Italien.
- Emmanuelle Chriqui som Jodie, (2.09, 2.10), före detta flickvän till Alex.
- Barry Newman som Max Bloom, (2.10, 2.11, 2.12), före detta lärare till Sandy. Döende, och vill att Sandy ska hitta hans dotter, Rebecca.
- Aya Sumika som Erin (2.19, 2.20)
- Travis Van Winkle som Kyle (2.20)
- Gary Hershberger som Tom MacGinty (2.20)
- Grant Thompson som Damon (2.20)
- Catherine Kresge som Cherilyn Featherbrook (2.20)
- Jaime King som Mary-Sue (2.21)
- Tony Denison som Bobby Mills (2.21)
- Todd Sherry som Maurice (2.21)
- Bret Harrison som Swerve (2.21)
- Krista Kalmus som Pixie (2.21)
- Garrett Brown som Dr. Woodruff (2.24)

Säsong 3
- Morena Baccarin som Maya Griffin, dotter till Henry Griffin som är tillsammans med Matt Ramsey.
- Matt Barr som Wes Seifer, Ryans collegekompis.
- Nicole Garza som Chloe, medarbetare till Ryans mamma i Albuquerque.
- Lucy Hale som Hadley Hawthorne, vän till Kaitlin.
- Chase Kim som Seung Ho, förmodligen Taylor Townsends pojkvän. Han var tillsammans med henne på balen.
- Jackson Rathbone som Justin, Kaitlins före detta pojkvän från internatskolan.
- Lisa Rotondi som Gwen Harper, Johnnys mor.
- Lisa Tucker som sig själv, en American Idol sångare som bor i Orange County.
- Richard Voll som Glen Morgan, man till Charlotte.
- Robert Picardo som Bill Merriam (3.13)

Säsong 4
- Chris Brown som Will Tutt, (4.09, 4.10, 4.11), ny student vid Harbor. Kallas för "band geek", och har en relation med Kaitlin
- Tia Carrere som Dean Torres, (4.02), en person som Kaitlin ofta träffar.
- Scott Krinsky som Darryl, (4.15), en luffare
- Henri Lubatti som Henri-Michel de Momourant, (4.10, 4.11), fransk författare. Han är Taylors före detta man.
- Michelle Ongkingco som Amber (4.02, 4.05), en före detta rumskamrat till Summer.
- Steve-O som First Marine (4.02). Soldat som övertygar Seth att skaffa sig en tatuering.